# Europees Waarnemingscentrum voor racisme en vreemdelingenhaat
Het Europees Waarnemingscentrum voor racisme en vreemdelingenhaat (Engels: European Monitoring Centre on Racism and Xenophobia (EUMC)) was een agentschap van de Europese Unie, opgericht in 1997 en gevestigd in Wenen. Het was de opvolger van de in 1994 opgerichte Commission on Racism and Xenophobia (CRX). In 2007 werd het agentschap opgevolgd door het Europees Bureau voor de grondrechten(Engels: Fundamental Rights Agency of FRA. Daarbij werd het takenpakket uitgebreid.
Het centrum had als belangrijkste taak de EU en de lidstaten objectieve, betrouwbare en vergelijkbare gegevens over racisme, vreemdelingenhaat en antisemitisme in Europa te verstrekken en Europese strategieën ter bestrijding van deze problemen te ontwikkelen.
Het Europees voorlichtingsnetwerk over racisme en vreemdelingenhaat (RAXEN) vormt de kern van de werkzaamheden van het centrum. Het netwerk bestaat uit "nationale contactpunten" (één per EU-land) die informatie over racisme en vreemdelingenhaat in hun eigen land verzamelen, verwerken en verspreiden.
AMLA · BEREC · Cedefop · CBP · CdT · CFCA · EACEA · EAR · EASA · ECDC · ECHA · EDA · EDPS · EFSA · EIGE · EEA · EMA · EMSA · ENISA · ETF · EUDA · ERA · EUSC · EU-OSHA · EUIPO · EWDD · FRA · EUSPA · IEEA · ISS ·  PHEA · EBA · Effecten en markten · Verzekeringen en bedrijfspensioenen · EPA · Eurofound · Eurojust · Europol · Frontex
Voormalige agentschappen: EUMC · GSA